# St. Jakobus der Ältere (Herrnsdorf)

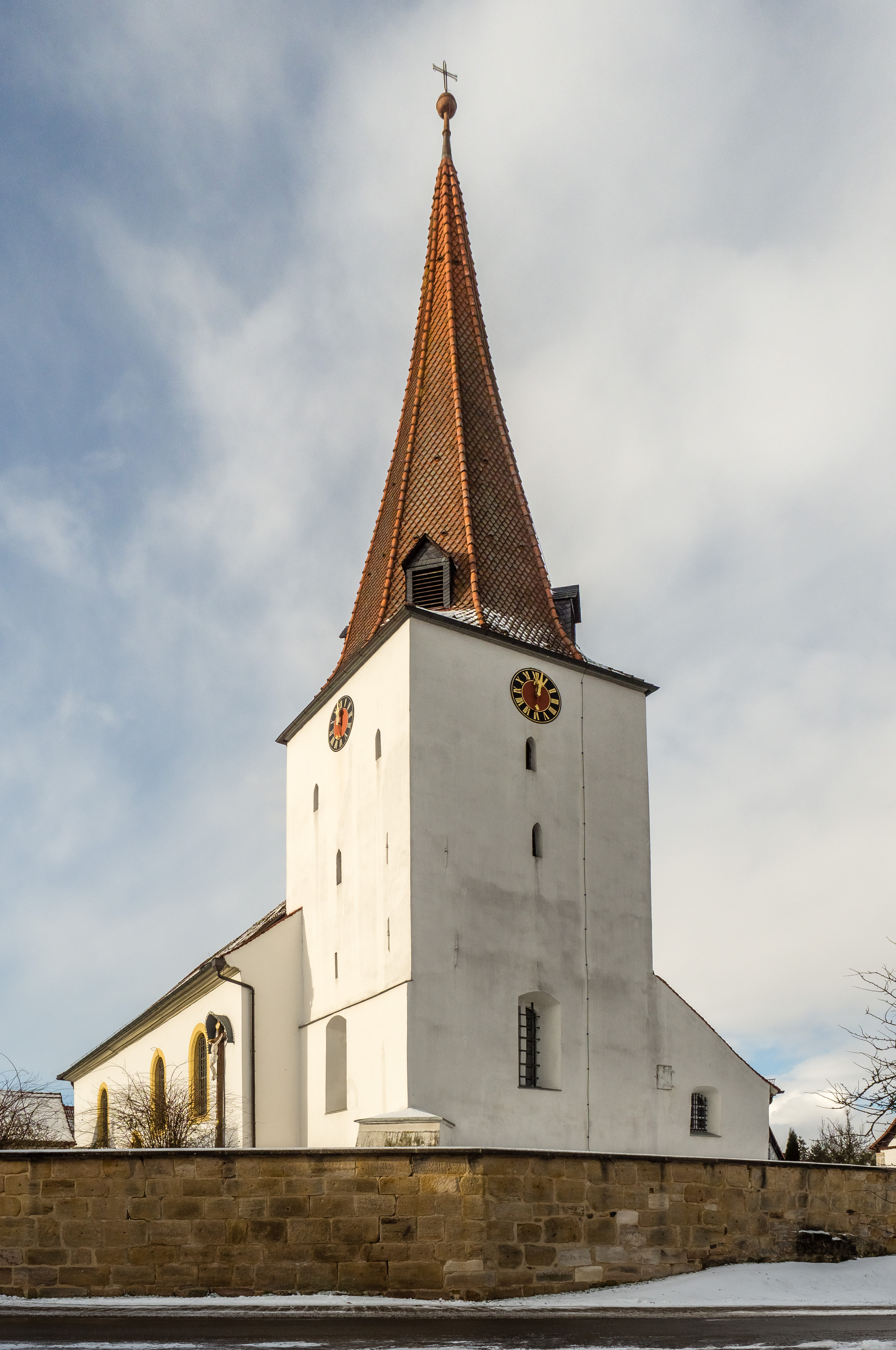
St. Jakobus der Ältere

Die römisch-katholische Pfarrkirche St. Jakobus der Ältere steht in Herrnsdorf, einem Gemeindeteil von Frensdorf im oberfränkischen Landkreis Bamberg in Bayern. Der Chorturm des denkmalgeschützten Bauwerks stammt aus dem 15. Jahrhundert. Die Kirche gehört zum Seelsorgebereich Steigerwald im Dekanat Bamberg des Erzbistums Bamberg.

## Beschreibung

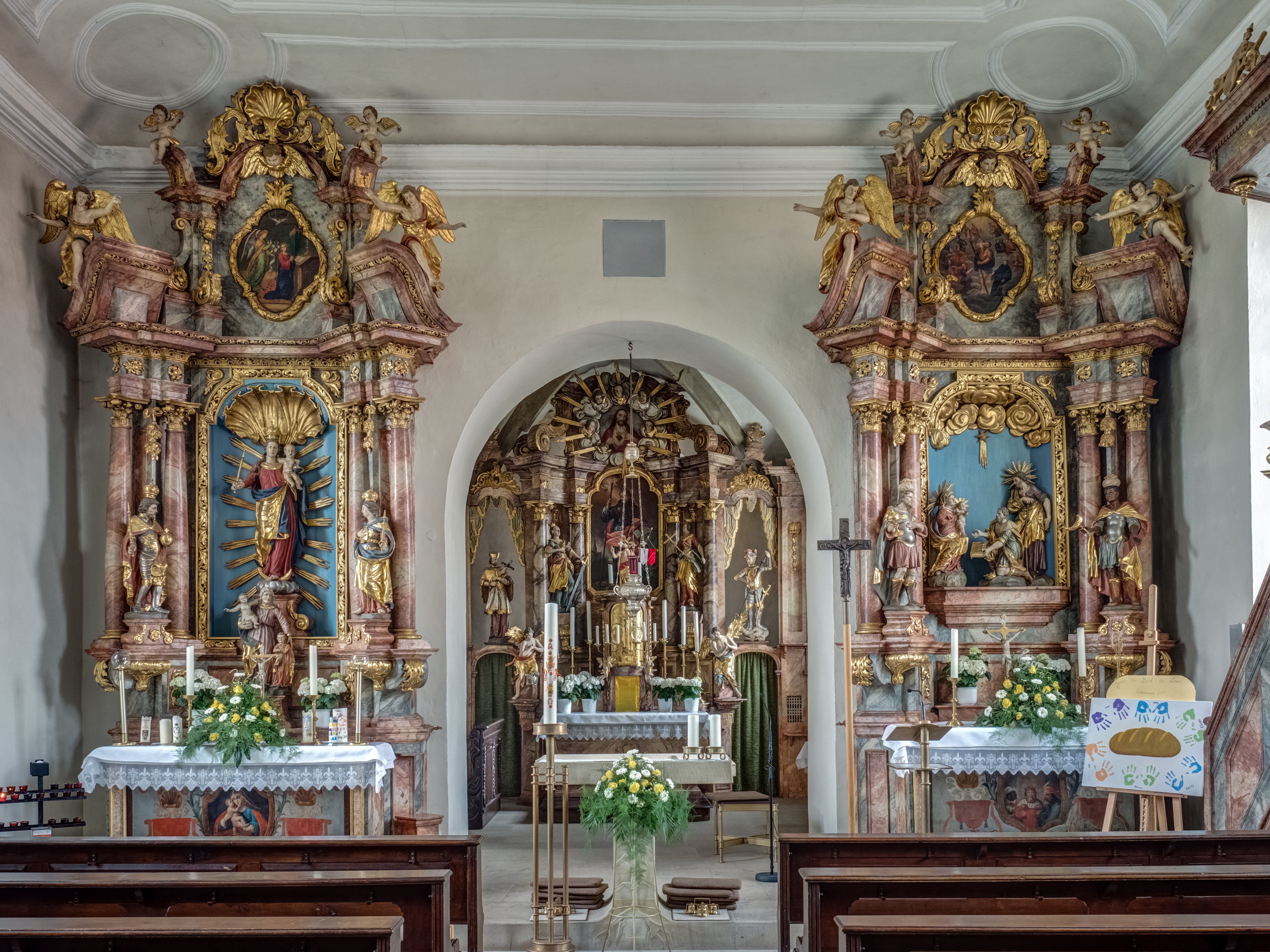
Langhaus mit Blick auf den Altar

Der Chorturm und die Sakristei der Saalkirche wurden im 15. Jahrhundert gebaut. Sie gehen auf eine ehemalige Wehrkirche zurück. Das Langhaus, das giebelseitig mit einem abgewalmten Satteldach bedeckt ist, wurde 1701 nach Westen erweitert und durchgreifend erneuert. In dieser Zeit erhielt der Chorturm seinen achtseitigen, spitzen Helm, hinter dessen Klangarkaden in den Dachgauben der Glockenstuhl sitzt.
Der Innenraum des Chors, d. h. das Erdgeschoss des Chorturms, ist mit einem Kreuzrippengewölbe überspannt, der des Langhauses mit einer Flachdecke, die mit Stuck verziert ist. Der um 1700 gebaute Hochaltar wurde später ergänzt. Das Altarretabel hat 1762 Joseph Marquard Treu geschaffen. Die mit Beschlagwerk verzierte Kanzel wurde Mitte des 17. Jahrhunderts aufgestellt.